# Снајдертаун (округ Нортхамберланд, Пенсилванија)
Снајдертаун (енгл. Snydertown, Northumberland County) град је у америчкој држави Пенсилванија.

## Демографија
По попису из 2010. године број становника је 339, што је 18 (-5,0%) становника мање него 2000. године.
| Група             | 2000.       | 2010.       |
| Белци             | 354 (99,2%) | 331 (97,6%) |
| Афроамериканци    | 0 (0,0%)    | 1 (0,3%)    |
| Азијати           | 2 (0,6%)    | 1 (0,3%)    |
| Хиспаноамериканци | 0 (0,0%)    | 3 (0,9%)    |
| Укупно            | 357         | 339         |